# Jascha Heifetz
Iósif Ruvínovich Heifetz, conocido como Jascha Heifetz (Vilna, Lituania, Imperio ruso, 2 de febrero de 1901 - Los Ángeles, 10 de diciembre de 1987), fue un violinista ruso (lituano)-estadounidense (desde 1925) de origen judío, uno de los violinistas más notables del siglo XX.

## Primeros años
Al nacer, Heifetz fue registrado por su familia, de origen judío, con el nombre Iósif Ruvínovich Heifetz. Esto ocurrió en Vilna (Lituania, que entonces formaba parte del Imperio ruso). Hay cierta controversia en torno a su año de nacimiento, ya que a veces se sitúa un año o dos antes de su fecha oficial, en 1899 o 1900. Cabe la posibilidad de que su madre dijera que era uno o dos años menor para que el virtuosismo de su hijo fuera aún más meritorio. Su padre, Ruvin Heifetz, era profesor de violín en una escuela local y también primer violín en la Orquesta del Teatro de Vilna durante una temporada, antes de que el teatro cerrara sus puertas. Jascha tuvo su primer contacto con el violín a los tres años,  fue su padre su primer profesor. A los cinco años Jascha comenzó a estudiar con Ilyá D. Malkin, uno de los pupilos de Leopold Auer. Fue un niño prodigio e hizo su debut público a los 7 años en Kovno (actualmente Kaunas, Lituania) tocando el Concierto para violín en mi menor, de Felix Mendelssohn. En 1910 ingresó al Conservatorio de San Petersburgo para estudiar con Leopold Auer.[cita requerida]

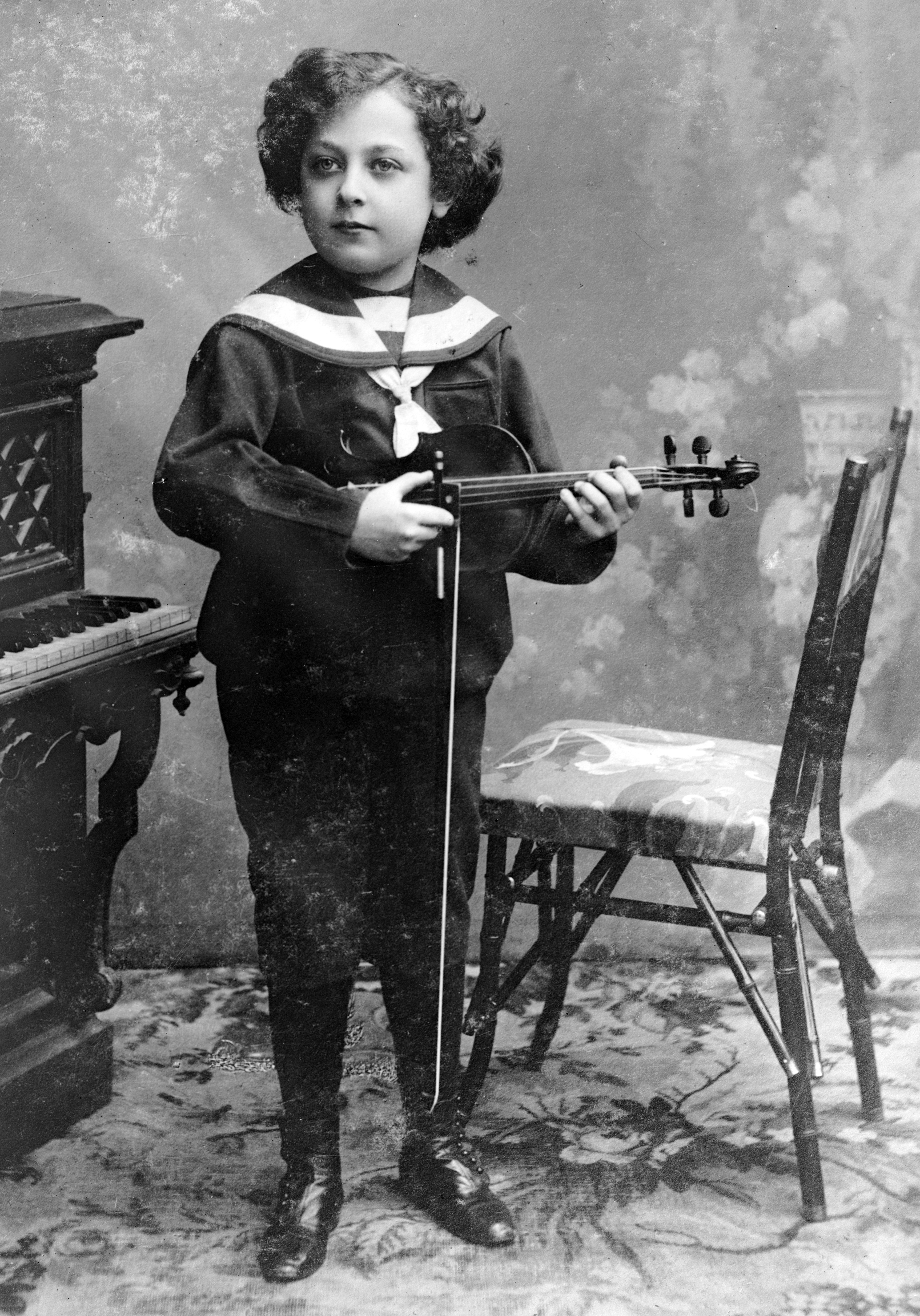
Jascha Heifetz, a los nueve años.

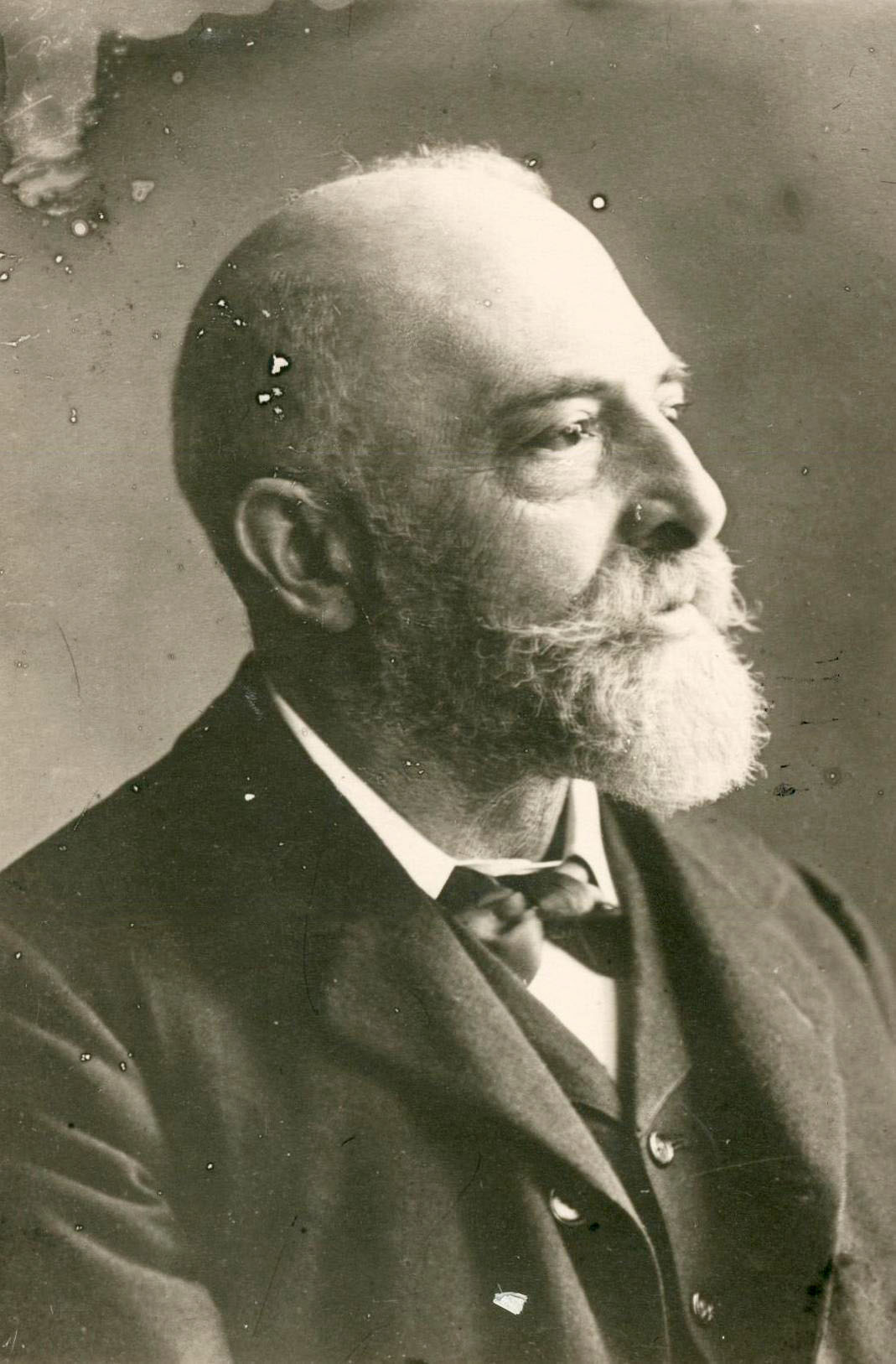
Leopold Auer, encargado de la cátedra de violín del Conservatorio de San Petersburgo y profesor de Jascha Heifetz.

Heifetz tocó el violín en Alemania y en Escandinavia, y conoció a Fritz Kreisler en una fiesta privada en Berlín, junto con muchos otros violinistas notables que también asistieron. Kreisler, tras acompañar al piano al joven Heifetz (en ese entonces, de 12 años) mientras este tocaba el Concierto de Mendelssohn, dijo a todos los presentes: «Podríamos romper nuestros violines contra las rodillas». Heifetz visitó gran parte de Europa cuando aún era adolescente. En abril de 1911 dio un concierto al aire libre en San Petersburgo frente a 25 000 espectadores. Hubo tal expectación tras su interpretación que la policía tuvo que proteger al joven violinista de la entusiasmada multitud. En 1914 tocó con la Orquesta Filarmónica de Berlín bajo la dirección de Arthur Nikisch. El director quedó muy impresionado por el talento del joven violinista, y dijo que nunca había conocido a un intérprete tan brillante.

## Carrera
El 27 de octubre de 1917, Heifetz tocó por primera vez en los Estados Unidos, en un concierto celebrado en el Carnegie Hall, causando sensación inmediatamente. Su colega violinista Mischa Elman, presente entre el público, le preguntó al hombre que ocupaba la butaca de al lado: «¿No cree que hace calor aquí?», a lo que Leopold Godowsky, que era precisamente su compañero de fila, replicó imperturbable: «No para los pianistas».
Heifetz fue elegido miembro honorario de la Phi Mu Alpha Sinfonia, la hermandad nacional para personas interesadas por la música, por el Capítulo Alpha del Conservatorio de Nueva Inglaterra, en Boston. Como Heifetz contaba entonces con 16 años, quizá haya sido la persona más joven en ser elegida miembro por esta organización. Heifetz se quedó en los Estados Unidos y se convirtió en ciudadano estadounidense en 1925. Cuando le dijo a su admirador Groucho Marx que se había estado ganando la vida como músico desde los siete años, Groucho le contestó: «Y supongo que antes de eso era usted un simple holgazán».

### Técnica y timbre
Heifetz está entre los grandes violinistas del siglo XX. Contaba con una técnica inmaculada que, unida a su belleza tonal, ha hecho que muchos violinistas sigan considerándolo sus facultades inalcanzables. No obstante, era corriente que esta técnica cercana a la perfección y su conducta conservadora en el escenario atrajeran algunas críticas, que lo acusaban de ser demasiado mecánico e incluso frío. Virgil Thomson denominó el estilo de Heifetz «música de ropa interior de seda», un término con el que no quería elogiar a Heifetz. Aun así, muchos otros críticos coincidían en que Heifetz infundía su forma de tocar con sentimiento y reverencia hacia las intenciones de los compositores. Su forma de tocar resultó muy influyente a la hora de definir la forma en que los violinistas modernos abordaban la técnica del violín. El uso de Heifetz de un rápido vibrato, de un portamento con mucha carga emocional, ritmos rápidos y un soberbio control del arco se fundían para crear un sonido muy distinguido, que hacía que su técnica fuera fácilmente reconocible para los aficionados. El violinista Itzhak Perlman, famoso por su tono rico y cálido y su uso expresivo del portamento, describe el tono de Heifetz como «un tornado», debido a su intensidad emocional. En la creación de este sonido, Heifetz era muy cuidadoso a la hora de elegir las cuerdas. Durante toda su carrera utilizó cuerdas de tripa, planas y sin barnizar. Heifetz creía que contar con buenas cuerdas era muy importante para crear un buen sonido individual.[cita requerida]

### Primeras grabaciones

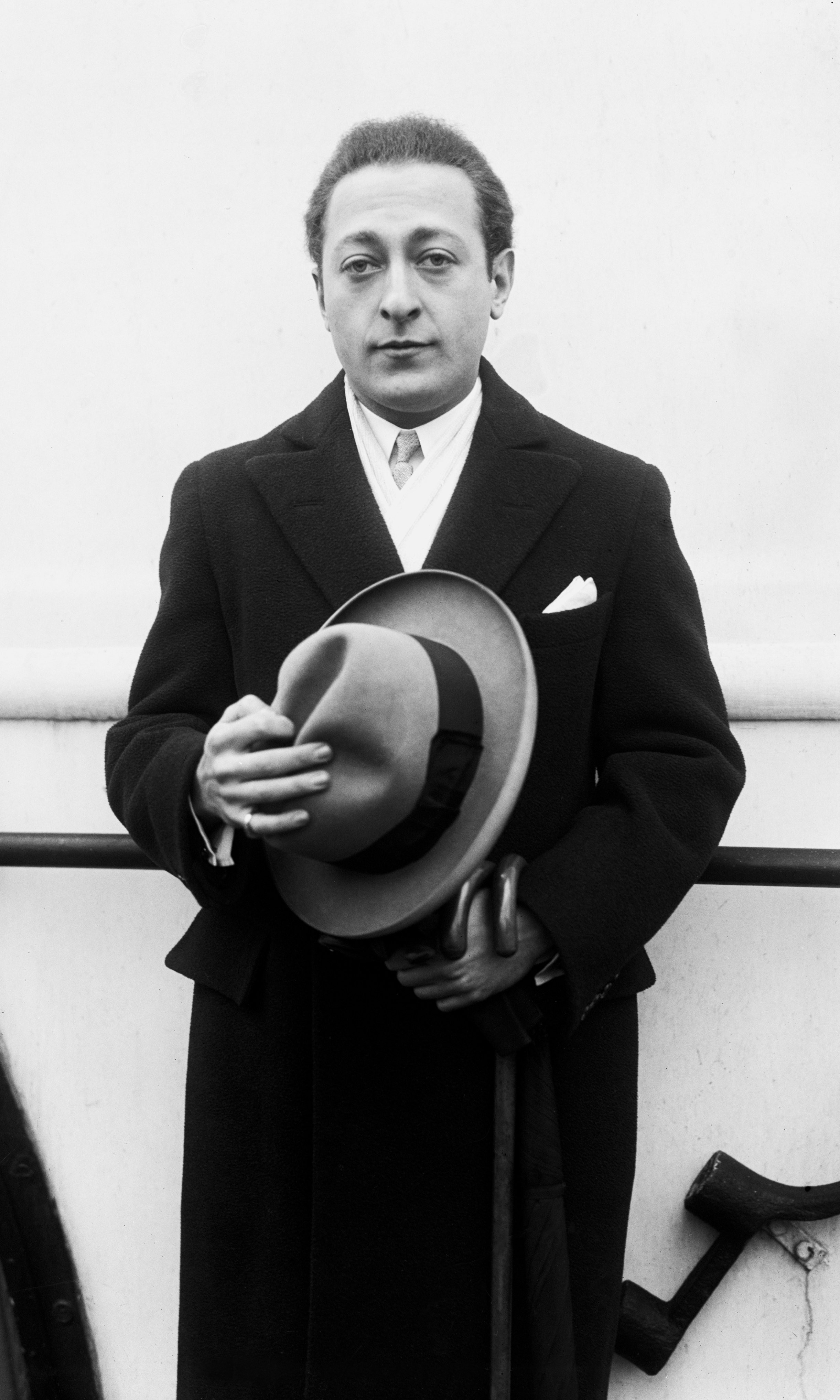
Jascha Heifetz (c. 1940), en una imagen tomada de la Colección George Grantham Bain, en la División de Fotografías y Negativos de la Biblioteca del Congreso de Estados Unidos.

Heifetz realizó sus primeras grabaciones en Rusia en 1910-1911, cuando era pupilo de Auer. Poca gente supo de la existencia de estas grabaciones hasta después de la muerte de Heifetz, cuando varias de estas (la más notable era L'Abeille, de Schubert) se redistribuyeron en un LP como suplemento en uno de los ejemplares de la revista The Strad.[cita requerida]
Poco después de su debut en el Carnegie Hall el 7 de noviembre de 1917, Heifetz realizó sus primeras grabaciones para la Victor Talking Machine Company; grabó con esta empresa y con su sucesora, RCA Victor, durante la mayor parte de su carrera. Durante varios años durante la década de 1930, grabó sobre todo con HMV en el Reino Unido debido a que Victor dejó de realizar grabaciones clásicas, por la Gran Depresión; estos discos los distribuyó Victor en Estados Unidos. Heifetz a menudo tocaba música de cámara. Varios críticos han achacado su escaso éxito en el mundo de este género musical al hecho de que su personalidad artística tendía a abrumar a sus colegas. Algunas de sus colaboraciones más famosas incluyen la grabación en 1940 de los tríos para piano de Beethoven, de Franz Schubert y de Brahms con el violonchelista Emanuel Feuermann y el pianista Arthur Rubinstein, así como otras colaboraciones posteriores con Rubinstein y el violonchelista Gregor Piatigorsky, con quienes grabó los tríos de Maurice Ravel, de Chaikovski y de Mendelssohn. Ambos conjuntos recibieron a veces la denominación del Trío del Millón de Dólares.[cita requerida]
Heifetz grabó el Concierto para violín de Beethoven en 1940 con la NBC Symphony Orchestra, dirigida por Arturo Toscanini, y lo volvió a grabar en estéreo, esta vez con la Boston Symphony Orchestra dirigida por Charles Münch. También salió a la venta una versión en directo de Heifetz al violín en interpretación del Concierto para violín núm. 2 de Mendelssohn, de nuevo con la NBC Symphony bajo la dirección de Toscanini.[cita requerida]
Heifetz también tocó y grabó el concierto para violín de Erich Wolfgang Korngold, cuando todos los intérpretes de música clásica lo despreciaban, al no considerarlo un compositor «serio», puesto que Korngold había compuesto varias bandas sonoras para películas de la Warner Bros.[cita requerida]

## Durante la guerra
Heifetz encargó muchas piezas musicales, quizá la más importante de todas ellas sea el Concierto para violín, de Sir William Walton. También arregló varias obras, como por ejemplo el Hora Staccato, de Grigoras Dinicu, un gitano rumano del que se rumorea que Heifetz dijo que era el mejor violinista que había conocido en toda su vida. Heifetz también tocaba y componía para el piano, y tocó jazz en los comedores de los cuarteles en campos aliados de toda Europa durante la Segunda Guerra Mundial y, con el pseudónimo de Jim Hoyle, escribió una canción para el piano de mucho éxito: «When you make love to me, don't make believe».[cita requerida]

### Grabaciones con Decca
De 1944 a 1946, en gran parte debido a la prohibición de grabar de la Federación Estadounidense de Músicos (que de hecho empezó en 1942), Heifetz se pasó a la compañía discográfica británica Decca Records para poder hacer grabaciones, puesto que Decca ya había llegado a un acuerdo con la unión en 1943, mucho antes de que RCA Victor resolviese sus disputas con sus miembros. Heifetz grabó sobre todo piezas cortas, incluyendo sus propios arreglos de obras de George Gershwin y Stephen Foster; Heifetz solía tocar este tipo de piezas breves en sus recitales como propinas. Habitualmente lo acompañaban al piano Emanuel Bay o Milton Kaye. Entre los discos más raros figuraba uno de uno de los artistas más famosos de Decca, Bing Crosby, en el «Lullaby» de la ópera de Benjamin Godard Jocelyn, y también Where My Caravan Has Rested (arreglada por Heifetz y Crosby), de Hermann Lohr (1872-1943); Victor Young dirigía la orquesta del estudio de Decca en la sesión del 27 de julio de 1946. Grabadas principalmente en estudios pequeños, las interpretaciones remasterizadas digitalmente cuentan con un sonido extremadamente claro y de gran fidelidad. No obstante, Heifetz regresó pronto a RCA Victor, donde continuó realizando grabaciones hasta la década de 1970.

## Grabaciones posteriores
Tras su regreso a RCA en 1946, Heifetz continuó grabando numerosos discos de 78-rpm para la compañía, incluyendo obras para violín solo, música de cámara y orquestales.
RCA comenzó a sacar al mercado grabaciones de larga duración en la década de 1950, incluyendo conciertos extraídos de discos 78-rpm. La compañía comenzó a realizar nuevas grabaciones de alta fidelidad con Heifetz, generalmente con la Boston Symphony Orchestra bajo la batuta de Charles Munch y también con la Chicago Symphony Orchestra bajo la dirección de Fritz Reiner. Empezando a principios de 1954, la mayoría de estas sesiones fueron grabadas en grabadores estereofónicos de cinta de triple pista.
En 2000 salió al mercado una recopilación de dos CD de RCA titulada Jascha Heifetz - The Supreme que contiene una muestra de las principales grabaciones de Heifetz, incluyendo la grabación realizada en 1955 del concierto para violín de Johannes Brahms con Reiner y la Orquesta Sinfónica de Chicago; la grabación de 1957 del concierto para violín de Chaikovski (con el mismo director y la misma orquesta); la grabación realizada en 1959 de concierto para violín de Jean Sibelius con Walter Hendl y la Chicago Symphony Orchestra; la grabación de 1961 de la Fantasía Escocesa de Max Bruch con la New Symphony Orchestra de Londres bajo la batuta de Sir Malcolm Sargent; la grabación realizada en 1963 del concierto para violín de Alexander Glazunov con Walter Hendl y la RCA Victor Symphony Orchestra (formada por músicos neoyorquinos); la grabación realizada en 1965 de los Tres Preludios de George Gershwin (transcriptos por Heifetz) con el pianista Brooks Smith; y la grabación realizada en 1970 de la Chaconne, de Johann Sebastian Bach, una de las partes de la segunda Partita en re menor.

### Reforma musical
Tras su llegada a los Estados Unidos, el estilo de Heifetz fue objeto de una drástica reforma.[cita requerida]. Mientras que sus grabaciones del período comprendido entre los años 1930 y 1945 muestran a un típico violinista neorromántico de la Escuela Rusa[cita requerida], las grabaciones realizadas después de la Segunda Guerra Mundial son más templadas, objetivas y aristocráticas[cita requerida]. Heifetz redujo el uso de su portamento, y su vibrato se convirtió en una aguda herramienta que añadía un efecto dramático a su fogoso sonido.[cita requerida].

### La tercera gira por Israel
Durante su tercera gira por Israel, que tuvo lugar en 1953, Heifetz incluyó en el programa de sus recitales la Sonata para Violín de Richard Strauss. En esos momentos Strauss estaba considerado por muchos como un compositor nazi, y sus obras estaban prohibidas de forma extraoficial en Israel junto con las de Richard Wagner. A pesar de que el Holocausto había tenido lugar menos de 10 años antes y de una última súplica enviada por el ministro de Educación israelí, un Heifetz desafiante alegó que la música estaba por encima de todos aquellos factores y que no cambiaría el programa, puesto que como solista tenía derecho a elegir su repertorio. En todos los conciertos que Heifetz dio en su gira israelí, un silencio mortal siguió a su interpretación de la sonata para violín de Strauss.

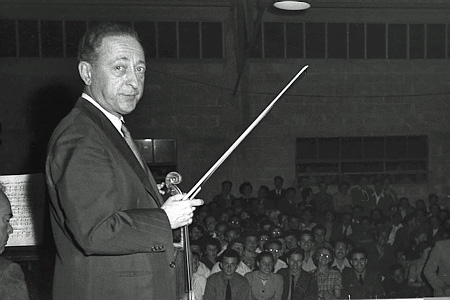
Jascha Heifetz en Be'er Sheba,Israel,1953

Heifetz fue atacado tras su recital en Jerusalén en los alrededores de su hotel por un joven que portaba una barra de hierro. El joven trató de golpear el estuche doble para dos violines que Heifetz llevaba en su mano izquierda, pero este interpuso su mano derecha para proteger sus inestimables violines de la barra de hierro. Cuando el atacante emprendió la huida, Heifetz alertó a sus acompañantes, que iban armados, y les pidió que le disparasen ya que había intentado matarle. El asaltante consiguió escapar y nunca se descubrió su identidad. El incidente hizo correr ríos de tinta en los diferentes medios escritos y, pese a todo, Heifetz anunció que no dejaría de tocar la sonata para violín de Strauss. No obstante, las amenazas siguieron llegando y la sonata se omitió en el siguiente recital sin dar ninguna explicación al respecto. Su último concierto programado fue cancelado debido a que su mano derecha comenzó a hincharse y a dolerle. Heifetz abandonó Israel y no regresó hasta 1970.

## Detractor de la Unión Soviética
Había un cierto consenso dentro del mundo musical soviético sobre Heifetz y su maestro Leopold Auer: se los consideraba traidores a su patria natal, ya que ambos habían abandonado la Unión Soviética por Estados Unidos, en el caso de Heifetz a una edad muy temprana. Los rusos tendían a tildar cualquier colaboración con los americanos de infidelidad, debido a los avatares políticos que surgieron de la Segunda Guerra Mundial, que muy pronto darían lugar a la Guerra Fría. Mientras David Óistraj era calificado de compatriota, Heifetz era calificado de traidor. Heifetz criticó duramente el régimen soviético y condenó el Concurso Internacional Chaikovski por su parcialidad con los participantes occidentales. En el Concurso Carl Flesch, David Óistraj trató de convencer a Erick Friedman, el pupilo más brillante de Heifetz, para que se presentara al Concurso Chaikovski, del que él era el presidente del jurado. Al enterarse de esto, Heifetz aconsejó con vehemencia a su pupilo que no se presentara, ya que creía que Friedman se arrepentiría. El concurso internacional despertó las iras del público internacional cuando Friedman, que ya era un intérprete consagrado que realizaba grabaciones para la RCA y que había tocado con la Chicago Symphony Orchestra, la London Symphony Orchestra y la Boston Symphony Orchestra, entre muchas otras, quedó sexto, detrás de violinistas (algunos de los cuales no eran más que estudiantes) que no se habían consagrado como solistas antes del concurso, y que nunca llegaron a hacerlo. Joseph Szigeti, otro de los miembros del jurado, informó posteriormente a Heifetz de que él le había dado a su pupilo las máximas calificaciones.

## Últimos años
Tras una operación en el hombro derecho parcialmente satisfactoria llevada a cabo en 1972, Heifetz dejó de dar conciertos y de realizar grabaciones. Aunque su habilidad permaneció intacta hasta el fin de sus días y continuó tocando el violín de forma privada hasta el final, el brazo del arco quedó afectado y en consecuencia nunca pudo volver a manejar el arco como antes.

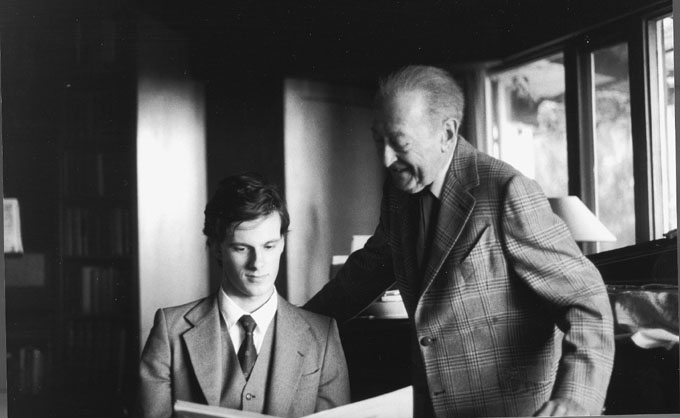
Rudolf Koelman (izquierda) con Jascha Heifetz.

Heifetz se dedicó a la pedagogía del violín con mucha intensidad, primero en el UCLA, y después en la University of Southern California, junto con su amigo Gregor Piatigorsky. Durante unos pocos años también dio clases en su estudio privado de su domicilio de Beverly Hills. Su estudio de docencia puede verse hoy en día en el edificio principal de la Colburn school, usada hoy para clases magistrales, sirviendo de inspiración para sus estudiantes. Durante su carrera como docente, Heifetz enseñó, entre muchos otros, a Erick Friedman, Carol Sindell, Adam Han-Gorsky, Robert Witte, Yuval Yaron, Elizabeth Matesky, Claire Hodgkins, Yukiko Kamei, Rudolf Koelman, Varujan Kojan, Sherry Kloss, Elaine Skorodin, Eugene Fodor, y Ayke Agus.
Heifetz falleció en el Cedars-Sinai Medical Center, en Los Ángeles (California).
Heifetz tuvo varios violines de gran valor. Los más destacados son el Stradivarius Dolphin Stradivarius de 1714, el Stradivarius Piel de 1731, el Carlo Tononi de 1736 y el Guarneri de 1742 ex David, del Gesù. Este último era su preferido y el que conservó hasta su muerte. El Stradivarius Dolphin está actualmente en los fondos de la Fundación de Música Nipona. Heifetz dejó en su testamento el violín Tononi, que utilizó en su debut del Carnegie Hall, a Sherry Kloss, su ayudante en las tareas de docencia, así como «uno de mis cuatro arcos buenos». La violinista y autora Kloss escribió un libro titulado Jascha Heifetz through my eyes, y es la cofundadora de la Jascha Heifetz Society). El célebre violín Guarneri está hoy día en el San Francisco Legion of Honor Museum, tal y como estipuló Heifetz en su testamento, y solo puede sacarse de allí y tocarse «en ocasiones especiales» por violinistas meritorios. Este violín se ha prestado recientemente al primer violín de la San Francisco Symphony, Alexander Barantschik.
En 1989 Heifetz recibió un Grammy póstumo en reconocimiento a toda su carrera.

## Vida familiar
Heifetz se casó en 1928 con la actriz de películas mudas Florence Vidor, exmujer de King Vidor, cuya hija de siete años, Suzanne, fue adoptada por Heifetz. La pareja tuvo dos hijos más: Josefa (nacida en 1930) y Robert (1932-2001) antes de divorciarse en 1945. En 1947 Heifetz se tomó un año sabático durante el cual se casó con Frances Spiegelberg, con la que tuvo otro hijo, Joseph. Su segundo matrimonio terminó en divorcio en 1962.
Jay, el hijo de Heifetz, es fotógrafo profesional. Fue el director de marketing de la Los Angeles Philharmonic y Hollywood Bowl, y el director financiero en la Worldwide Video Division de la Paramount Pictures. Vive y trabaja en Fremantle, Australia. La hija de Heifetz, Josefa Heifetz Byrne, es lexicógrafa y autora del libro Dictionary of Unusual, Obscure and Preposterous Words.
El nieto de Heifetz, Danny Heifetz, es un consumado batería y percusionista que ha tocado con Mr. Bungle, Dieselhed, Secret Chiefs 3 y Link Wray.

## Filmografía
Heifetz apareció en la película They Shall Have Music (1939) dirigida por Archie Mayo y escrita por John Howard Lawson e Irmgard von Cube. Se interpretaba a sí mismo, interviniendo para salvar de la clausura una escuela de música para niños pobres. Más tarde apareció en la película de 1947 Carnegie Hall, interpretando una versión abreviada del primer movimiento del concierto para violín de Chaikovski, con la orquesta bajo la batuta de Fritz Reiner, y consolando a la estrella de la película, que había presenciado su interpretación. Heifetz grabó posteriormente el concierto completo de Chaikovski con Reiner y la Chicago Symphony Orchestra como parte de uno de los discos «Living Stereo» de RCA Victor's. En 1951, Heifetz apareció en la película Of Men and Music. En 1962 apareció en una serie de sus clases magistrales televisadas, y en 1971 fue emitido Heifetz on Television, un especial de una hora de duración que mostraba al violinista tocando algunas piezas breves, la Fantasía escocesa de Max Bruch y la «Chaconne» de la Partita n.º 2 de Johann Sebastian Bach.

## En la cultura popular
Heifetz es un tema recurrente en películas y series de televisión, como símbolo de alguien virtuoso en su actividad. Algunas menciones son:
- En The Muppet Show (1977) donde Rowlf the Dog frente a George Burns dice: «Oh, escucha, puedo tocar cualquier tecla. Soy otro Jascha Heifetz», a lo que George contesta: «Jascha Heifetz tocaba el violín». Rowlf replica, «Nadie notará la diferencia, George».
- Volvió a ser mencionado en The Muppet Movie (1979) cuando Rowlf the Dog, tras haber sido elogiado por Kermit the Frog por tocar una impresionante pieza al piano, se encoge de hombros modestamente y contesta: «No soy Heifetz, pero me las arreglo».
- Por Woody Allen en Broadway Danny Rose (1984). Cuando una de las clientas de Danny Rose toca una harmónica de cristal, Danny dice: «¡Es el Heifetz de su instrumento!».
- Por el personaje Data, en el episodio «The Ensigns of Command» (1989) de Star Trek: The Next Generation por ser uno de los violinistas que él había estudiado antes de su concierto a bordo del USS Enterprise.
- También en el filme de Woody Allen, Hollywood Ending (2002): «Si hay un apagón, Heifetz todavía estaría afinado, no así tu guitarrista».
- Además , es mencionado de manera honrosa en la película La canción de los nombres olvidados (2019): «Nunca será un Heifetz, pero podría trabajar con una orquesta o dando clases».